# Navajo Mountain
Navajo Mountain é uma Região censo-designada localizada no estado norte-americano de Utah, no Condado de San Juan.

## Demografia
Segundo o censo norte-americano de 2000, a sua população era de 379 habitantes.

## Geografia
De acordo com o United States Census Bureau tem uma área de
81,8 km², dos quais 81,8 km² cobertos por terra e 0,0 km² cobertos por água.

## Localidades na vizinhança
O diagrama seguinte representa as localidades num raio de 56 km ao redor de Navajo Mountain.